# Arnès (peix)
L'arnès o malarmat (Peristedion cataphractum) és un peix pertanyent a la família dels peristèdids.

## Morfologia
- Pot fer 40 cm de llargada màxima, tot i que la més comuna és de 18.
- Cos completament recobert de plaques dèrmiques ossificades i estriades proveïdes cadascuna d'elles d'una espina, cosa que li dona un aspecte cuirassat.
- Té un perfil piramidal de secció octogonal, amb la base més gran formada de cap.
- Cap allargat, molt ossificat i amb un rostre molt desenvolupat on hi ha dos lòbuls molt separats.
- Boca ínfera sense dents i en forma de mitja lluna, amb barbes curtes a la mandíbula inferior.
- La mandíbula superior té unes prolongacions òssies amb aspecte de forca.
- Ulls grossos separats per un espai còncau.
- Presenta dues aletes dorsals molt properes: la primera amb els radis centrals més grans, la segona molt llarga.
- Aleta caudal groguenca, mentre que les pelvianes i l'anal són blanques blavoses.
- Color vermellós o rosat al dors i argentat al ventre.[2][3][4]

## Hàbitat
És un peix marí, demersal i habitant dels fons fangosos entre 50-848 m (normalment, fins als 150) de fondària, els quals excava a la recerca d'invertebrats mitjançant els lòbuls del rostre.

## Distribució geogràfica
Es troba a l'Atlàntic (des de les illes Britàniques i el Canal de la Mànega fins a Angola) i la mar Mediterrània.

## Costums
- És gregari[8]
- Després d'una existència pelàgica, els exemplars immadurs viuen en aigües costaneres abans de migrar a aigües més fondes.[12]

## Ús comercial
Té una carn de bona qualitat i semblant a la dels tríglids. És molt freqüent als mercats, car es fa servir per a fer sopes.

## Observacions
És inofensiu per als humans.